# مایکل کاگلن
مایکل کاگلن (انگلیسی: Michael Coghlan؛ زادهٔ ۱۵ ژانویهٔ ۱۹۸۵) بازیکن فوتبال اهل بریتانیا است.
از باشگاه‌هایی که در آن بازی کرده‌است می‌توان به باشگاه فوتبال کروک تاون، باشگاه فوتبال بیشاپ اوکلند، باشگاه فوتبال هروگیت تاون، و باشگاه فوتبال دارلینگتون اشاره کرد.